# Alexandros Kaklamanos
Alexandros „Alekos“ Kaklamanos (griechisch Αλέξανδρος «Αλέκος» Κακλαμάνος, * 20. Mai 1974 in Rhodos) ist ein griechischer Fußballspieler.

## Karriere
Der Stürmer stand ab 1995 bei Olympiakos Piräus unter Vertrag. Mit dem Klub wurde er 1997 Griechischer Meister. Außerdem nahm Piräus am UEFA-Pokal 1996/97 teil, wo man aber schon in der ersten Runde ausschied. Danach war er je eine Saison bei Athinaikos Athen und Panelefsiniakos FC. 1999 wechselte er nach Belgien zu Sporting Charleroi. Nach einem Jahr ging er zum Ligakonkurrenten KAA Gent. Mit Gent überstand er die Qualifikation zum UEFA-Pokal 2000/01, wo der Verein aber in der ersten Runde gegen Ajax Amsterdam chancenlos war. Im UI-Cup 2002 kam Gent in die dritte Runde und verlor dort gegen den FC Málaga. 2003 wechselte Kaklamanos zu Standard Lüttich. Nach dem Spiel gegen den FC Brüssel im August 2004 wurde er bei der Dopingkontrolle positiv getestet und später für vier Monate gesperrt und durfte auch danach aufgrund eines belgischen Gesetzes nicht weiter im Land spielen. Deshalb ging er 2005 nach Zypern zu APOEL Nikosia. Mit Nikosia konnte er beide Qualifikationsrunden zum UEFA-Pokal 2005/06 gewinnen, wo der Klub dann aber in den ersten Runden gegen Hertha BSC unterlag. Nach einem Jahr zog es ihn wieder nach Griechenland, wo er für Ergotelis und AO Kerkyra spielte. Nach Enosis Neon Paralimni und AS Rhodos wechselte er noch einmal nach Belgien, wo er 2011/12 für den Drittligisten RU Saint-Gilloise stürmte. Danach ging er zurück nach Griechenland. Dort spielte er unter anderem bei Thrasyvoulos Fylis und AO Pefki.